# Lepidium tolmaczovii
Lepidium tolmaczovii là một loài thực vật có hoa trong họ Cải. Loài này được (Junissov) Al-Shehbaz mô tả khoa học đầu tiên năm 2002.